# IIHF European Women Champions Cup 2008/09
Der IIHF European Women Champions Cup 2008/09 war die fünfte Austragung des von der Internationalen Eishockey-Föderation IIHF ausgetragenen Wettbewerbs. Am vom 24. Oktober 2008 bis 1. Februar 2009 ausgetragenen Turnier nahmen 19 Mannschaften aus 19 Ländern teil, wobei eine weitere Mannschaft auf die Teilnahme verzichtete. Die Finalrunde wurde vom 30. Januar bis 1. Februar 2009 erstmals im finnischen Lohja ausgetragen.
Zum ersten Mal in der Geschichte des European Women Champions Cup war keiner der Finalrundenteilnehmer gesetzt. Die vier Finalteilnehmer wurden in zwei Qualifikationsrunden ermittelt.

## Vorrunde
Die Spiele der Vorrunde fanden vom 31. Oktober bis 2. November 2008 statt, wobei die Spiele der Gruppe A bereits eine Woche zuvor, vom 24. bis 26. Oktober, ausgetragen wurden. Als Austragungsort für die Gruppe A fungierte das tschechische Slaný, im italienischen Agordo wurden die Spiele der Gruppe B ausgetragen, in Tukums fanden die Paarungen der Gruppe C statt und die Gruppe D wurde in Nischni Nowgorod ausgespielt.

### Gruppe A
Die Begegnungen der Gruppe A fanden im tschechischen Slaný statt und wurden eine Woche vor der eigentlichen Terminierung der Runde ausgetragen. Nach drei Turniertagen setzte sich der gastgebende HC Slavia Prag mit drei Siegen und einem Torverhältnis von 71:0 souverän gegen die Konkurrenten durch. Das letztlich für den Turniersieg entscheidende Duell konnten die Tschechinnen bereits am ersten Turniertag deutlich mit 9:0 gegen den slowenischen Vertreter Terme Maribor gewinnen. Vor allem Polis Akademisi Ankara und Ferencvárosi TC Budapest erwiesen sich als chancenlos.
| 24. Oktober 2008 14:00 Uhr | Ferencvárosi TC Budapest | 0:5 (0:2, 0:1, 0:2)     | Polis Akademisi Ankara   | Sportovní hala, Slaný Zuschauer: |
| 24. Oktober 2008 17:00 Uhr | HC Slavia Prag           | 9:0 (0:0, 6:0, 3:0)     | Terme Maribor            | Sportovní hala, Slaný Zuschauer: |
| 25. Oktober 2008 14:00 Uhr | Terme Maribor            | 7:0 (4:0, 1:0, 2:0)     | Polis Akademisi Ankara   | Sportovní hala, Slaný Zuschauer: |
| 25. Oktober 2008 17:00 Uhr | Ferencvárosi TC Budapest | 0:26 (0:6, 0:12, 0:8)   | HC Slavia Prag           | Sportovní hala, Slaný Zuschauer: |
| 26. Oktober 2008 14:00 Uhr | Polis Akademisi Ankara   | 0:36 (0:15, 0:11, 0:10) | HC Slavia Prag           | Sportovní hala, Slaný Zuschauer: |
| 26. Oktober 2008 17:00 Uhr | Terme Maribor            | 16:0 (6:0, 3:0, 7:0)    | Ferencvárosi TC Budapest | Sportovní hala, Slaný Zuschauer: |

| Pl. |                          | Sp | S | OTS | OTN | N | Tore  | Punkte |
| 1.  | HC Slavia Prag           | 3  | 3 | 0   | 0   | 0 | 71:0  | 9      |
| 2.  | Terme Maribor            | 3  | 2 | 0   | 0   | 1 | 23:09 | 6      |
| 3.  | Polis Akademisi Ankara   | 3  | 1 | 0   | 0   | 2 | 05:43 | 3      |
| 4.  | Ferencvárosi TC Budapest | 3  | 0 | 0   | 0   | 3 | 00:47 | 0      |

### Gruppe B
Die Vorrundengruppe B wurde im italienischen Agordo ausgespielt. Ähnlich wie eine Woche zuvor fand das für das Weiterkommen entscheidende Duell bereits am ersten Wettkampftag statt, als der deutsche Titelträger ESC Planegg/Würmtal die SG Sabres/Flyers United Wien aus Österreich knapp mit 2:1 gewinnen konnte. Da Planegg auch in der Folge seine Partien gegen den Gastgeber Agordo Hockey und KHL Grič Zagreb gewann, sicherten sie sich einen der vier freien Plätze in der Vorschlussrunde.
| 31. Oktober 2008 16:00 Uhr | SG Sabres/Flyers United Wien | 1:2 (0:0, 1:2, 0:0)  | ESC Planegg/Würmtal          | Agordo Zuschauer: |
| 31. Oktober 2008 20:30 Uhr | Agordo Hockey                | 8:1 (4:0, 1:1, 3:0)  | KHL Grič Zagreb              | Agordo Zuschauer: |
| 1. November 2008 14:30 Uhr | KHL Grič Zagreb              | 2:7 (0:3, 1:1, 1:3)  | SG Sabres/Flyers United Wien | Agordo Zuschauer: |
| 1. November 2008 17:00 Uhr | Agordo Hockey                | 3:15 (0:5, 2:5, 1:5) | ESC Planegg/Würmtal          | Agordo Zuschauer: |
| 2. November 2008 16:00 Uhr | ESC Planegg/Würmtal          | 11:0 (3:0, 3:0, 5:0) | KHL Grič Zagreb              | Agordo Zuschauer: |
| 2. November 2008 20:30 Uhr | SG Sabres/Flyers United Wien | 7:3 (2:0, 1:1, 4:2)  | Agordo Hockey                | Agordo Zuschauer: |

| Pl. |                              | Sp | S | OTS | OTN | N | Tore  | Punkte |
| 1.  | ESC Planegg/Würmtal          | 3  | 3 | 0   | 0   | 0 | 28:04 | 9      |
| 2.  | SG Sabres/Flyers United Wien | 3  | 2 | 0   | 0   | 1 | 15:07 | 6      |
| 3.  | Agordo Hockey                | 3  | 1 | 0   | 0   | 2 | 14:23 | 3      |
| 4.  | KHL Grič Zagreb              | 3  | 0 | 0   | 0   | 3 | 03:26 | 0      |

### Gruppe C
In der Gruppe C setzte sich der dänische Meister Herlev Hornets durch. Bereits im ersten Turnierspiel konnten sie gegen den Gastgeber SHK Laima Riga mit einem 3:1-Sieg den Grundstein für das Erreichen der Zwischenrunde legen. Da Riga am folgenden Turniertag den Slough Phantoms im Penaltyschießen unterlag und Herlev gleichzeitig Vålerenga Oslo schlug, benötigten sie im letzten Spiel gegen Slough nur einen weiteren Punkt. Mit einem Sieg ließen sie aber keinen Zweifel an ihrem Weiterkommen.
| 31. Oktober 2008 16:30 Uhr | Vålerenga Oslo  | 4:3 (0:2, 4:0, 0:1)                 | Slough Phantoms | TUKO Center, Tukums Zuschauer: |
| 31. Oktober 2008 20:00 Uhr | Herlev Hornets  | 3:1 (2:1, 1:0, 0:0)                 | SHK Laima Riga  | TUKO Center, Tukums Zuschauer: |
| 1. November 2008 15:00 Uhr | SHK Laima Riga  | 4:5 n. P. (1:3, 2:1, 1:0, 0:0, 0:1) | Slough Phantoms | TUKO Center, Tukums Zuschauer: |
| 1. November 2008 18:30 Uhr | Vålerenga Oslo  | 2:5 (1:2, 1:0, 0:3)                 | Herlev Hornets  | TUKO Center, Tukums Zuschauer: |
| 2. November 2008 15:00 Uhr | SHK Laima Riga  | 3:1 (2:0, 1:0, 0:1)                 | Vålerenga Oslo  | TUKO Center, Tukums Zuschauer: |
| 2. November 2008 18:30 Uhr | Slough Phantoms | 4:8 (4:2, 0:2, 0:4)                 | Herlev Hornets  | TUKO Center, Tukums Zuschauer: |

| Pl. |                 | Sp | S | OTS | OTN | N | Tore  | Punkte |
| 1.  | Herlev Hornets  | 3  | 3 | 0   | 0   | 0 | 16:07 | 9      |
| 2.  | SHK Laima Riga  | 3  | 1 | 0   | 1   | 1 | 08:09 | 4      |
| 3.  | Vålerenga Oslo  | 3  | 1 | 0   | 0   | 2 | 07:11 | 3      |
| 4.  | Slough Phantoms | 3  | 0 | 1   | 0   | 2 | 12:16 | 2      |

### Gruppe D
Die in Nischni Nowgorod ausgespielte Gruppe D sah die Gastgeberinnen des SKIF Nischni Nowgorod die Zwischenrunde erreichen. Im Gegensatz zu den anderen Mannschaften genügten den Russinnen lediglich zwei Siege, da nur drei Mannschaften dem Turnierwochenende beiwohnten. Der HC Slovan Bratislava reiste nicht an, da ihm die Teilnahme vom landeseigenen Verband untersagt wurde. Davon unbeeindruckt besiegten die Damen des SKIF Nischni Nowgorod ihre Gegner, den HC Cergy-Pontoise und SC Miercurea Ciuc, deutlich mit zweistelligen Ergebnissen.
| 31. Oktober 2008 18:00 Uhr | SKIF Nischni Nowgorod | 10:0 (4:0, 4:0, 2:0)   | HC Cergy-Pontoise     | Sportpalast der Gewerkschaften, Nischni Nowgorod Zuschauer: |
| 1. November 2008 13:30 Uhr | HC Cergy-Pontoise     | 13:0 (3:0, 3:0, 7:0)   | SC Miercurea Ciuc     | Sportpalast der Gewerkschaften, Nischni Nowgorod Zuschauer: |
| 2. November 2008 14:30 Uhr | SC Miercurea Ciuc     | 0:24 (0:10, 0:10, 0:4) | SKIF Nischni Nowgorod | Sportpalast der Gewerkschaften, Nischni Nowgorod Zuschauer: |

| Pl. |                       | Sp | S | OTS | OTN | N | Tore  | Punkte |
| 1.  | SKIF Nischni Nowgorod | 2  | 2 | 0   | 0   | 0 | 34:0  | 6      |
| 2.  | HC Cergy-Pontoise     | 2  | 1 | 0   | 0   | 1 | 13:10 | 3      |
| 3.  | SC Miercurea Ciuc     | 2  | 0 | 0   | 0   | 2 | 00:37 | 0      |
| 4.  | HC Slovan Bratislava  | –  | – | –   | –   | – | 0–:0– | –      |

## Zwischenrunde
Die Spiele der Zwischenrunde fanden vom 5. bis 7. Dezember 2008 statt. Als Austragungsort für die Gruppe E fungierte das tschechische Kralupy nad Vltavou und die Gruppe F wurde in Segeltorp ausgespielt. Es qualifizierten sich jeweils die beiden Mannschaften auf den ersten Plätzen einer Gruppe für das Super Final.

### Gruppe E
Die Spiele der Gruppe E, für die der Qualifikant HC Slavia Prag als Ausrichter fungierte, wurden im tschechischen Kralupy nad Vltavou ausgetragen. Neben den über die Vorrunde qualifizierten Pragerinnen und den Herlev Hornets waren der kasachische Meister Aisulu Almaty und der finnische Titelträger Espoo Blues für das Turnier gesetzt.
Erwartungsgemäß setzten sich die beiden gesetzten Klubs aus Kasachstan und Finnland durch, die damit das Super Final erreichten. Zwar konnten sowohl Almaty als auch Espoo den dänischen Vertreter deutlich schlagen, doch mit den Gastgeberinnen des HC Slavia Prag hatten beide größere Probleme und gewannen ihr jeweiliges Duell nur knapp. Am letzten Spieltag entschied sich im direkten Duell der beiden unbesiegten Teams lediglich noch, wer als Gruppensieger zum Finalturnier reisen sollte. Dies gelang den Finninnen mit einem klaren 4:0-Sieg, während Slavia den dritten Platz vor Herlev absichern konnte.
| 5. Dezember 2008 14:00 Uhr | Aisulu Almaty  | 10:2 (3:0, 3:2, 4:0) | Herlev Hornets | Zimní stad., Kralupy nad Vltavou Zuschauer: |
| 5. Dezember 2008 17:00 Uhr | HC Slavia Prag | 1:2 (0:1, 0:0, 1:1)  | Espoo Blues    | Zimní stad., Kralupy nad Vltavou Zuschauer: |
| 6. Dezember 2008 14:00 Uhr | Herlev Hornets | 0:14 (0:3, 0:3, 0:8) | Espoo Blues    | Zimní stad., Kralupy nad Vltavou Zuschauer: |
| 6. Dezember 2008 17:00 Uhr | Aisulu Almaty  | 4:2 (1:1, 2:0, 1:1)  | HC Slavia Prag | Zimní stad., Kralupy nad Vltavou Zuschauer: |
| 7. Dezember 2008 14:00 Uhr | HC Slavia Prag | 10:0 (3:0, 2:0, 5:0) | Herlev Hornets | Zimní stad., Kralupy nad Vltavou Zuschauer: |
| 7. Dezember 2008 17:00 Uhr | Espoo Blues    | 4:0 (1:0, 0:0, 3:0)  | Aisulu Almaty  | Zimní stad., Kralupy nad Vltavou Zuschauer: |

| Pl. |                | Sp | S | OTS | OTN | N | Tore  | Punkte |
| 1.  | Espoo Blues    | 3  | 3 | 0   | 0   | 0 | 20:01 | 9      |
| 2.  | Aisulu Almaty  | 3  | 2 | 0   | 0   | 1 | 14:08 | 6      |
| 3.  | HC Slavia Prag | 3  | 1 | 0   | 0   | 2 | 13:06 | 3      |
| 4.  | Herlev Hornets | 3  | 0 | 0   | 0   | 3 | 02:34 | 0      |

### Gruppe F
In der im schwedischen Segeltorp ausgespielten Gruppe F nahmen die Qualifikanten SKIF Nischni Nowgorod und ESC Planegg/Würmtal sowie die beiden gesetzten Teams DHC Langenthal, der amtierende Meister der Schweiz, und der Gastgeber und schwedische Meister Segeltorps IF teil.
Für eine große Überraschung sorgte der Qualifikant aus Nischni Nowgorod, der sich als Gruppenerster für das Finalturnier qualifizierte. Bereits am ersten Spieltag gelang ihnen ein deutlicher 5:0-Sieg über Langenthal, womit sie den Grundstein für die erfolgreiche Qualifikation legten. Unterdessen hatte Segeltorp auch den deutschen Vertreter geschlagen. Am folgenden Tag waren dann beide Teams erneut erfolgreich, wodurch schon vor dem letzten Wettkampftag die Entscheidung gefallen war. Somit wurde am Schlusstag im Duell zwischen Segeltorp und Nischni Nowgorod nur noch der Gruppensieger festgelegt, was den Russinnen mit einem deutlichen Sieg gelang. Den dritten Rang sicherten sich die Eidgenössinnen durch einen Sieg über den ESC Planegg/Würmtal.
| 5. Dezember 2008 15:30 Uhr | SKIF Nischni Nowgorod | 5:0 (0:0, 3:0, 2:0) | DHC Langenthal        | Segeltorpshallen, Segeltorp Zuschauer: |
| 5. Dezember 2008 19:00 Uhr | Segeltorps IF         | 6:3 (0:0, 5:2, 1:1) | ESC Planegg/Würmtal   | Segeltorpshallen, Segeltorp Zuschauer: |
| 6. Dezember 2008 12:00 Uhr | DHC Langenthal        | 2:3 (0:0, 1:1, 1:2) | Segeltorps IF         | Segeltorpshallen, Segeltorp Zuschauer: |
| 6. Dezember 2008 16:00 Uhr | ESC Planegg/Würmtal   | 1:8 (1:2, 0:3, 0:3) | SKIF Nischni Nowgorod | Segeltorpshallen, Segeltorp Zuschauer: |
| 7. Dezember 2008 12:00 Uhr | DHC Langenthal        | 5:3 (0:0, 2:2, 3:1) | ESC Planegg/Würmtal   | Segeltorpshallen, Segeltorp Zuschauer: |
| 7. Dezember 2008 16:00 Uhr | Segeltorps IF         | 1:5 (0:3, 1:1, 0:1) | SKIF Nischni Nowgorod | Segeltorpshallen, Segeltorp Zuschauer: |

| Pl. |                       | Sp | S | OTS | OTN | N | Tore  | Punkte |
| 1.  | SKIF Nischni Nowgorod | 3  | 3 | 0   | 0   | 0 | 18:02 | 9      |
| 2.  | Segeltorps IF         | 3  | 2 | 0   | 0   | 1 | 10:10 | 6      |
| 3.  | DHC Langenthal        | 3  | 1 | 0   | 0   | 2 | 07:11 | 3      |
| 4.  | ESC Planegg/Würmtal   | 3  | 0 | 0   | 0   | 3 | 07:19 | 0      |

## Super Final
Das Super Final fand vom 30. Januar bis 1. Februar 2009 im finnischen Lohja statt. Erstmals war keiner der vier Endrundenteilnehmer gesetzt. Lediglich über die zwei Qualifikationsrunden konnten sich vier Mannschaften qualifizieren. Dies waren Segeltorps IF, SKIF Nischni Nowgorod, Aisulu Almaty und die Espoo Blues.
Gleich am ersten Tag sorgten die Damen des SKIF Nischni Nowgorod für eine Überraschung, als sie den Sieg über Segeltorps IF aus der Zwischenrunde bestätigen konnten. Ebenso gestalteten die Espoo Blue ihr Duell gegen Aisulu Almaty siegreich. Am zweiten Turniertag konnten die Russinnen auch ihre Partie gegen Almaty gewinnen und setzten sich – dadurch dass Segeltorp Espoo mit 7:1 schlagen konnte – alleine mit sechs Punkten an die Tabellenspitze. Somit benötigte Espoo im letzten Spiel gegen Nischni Nowgorod einen deutlichen Sieg um selbst noch Turniersieger zu werden oder Segeltorp zum Gewinner zu machen, während Nowgorod lediglich einen Punkt benötigte, um erstmals den Cup zu erringen. Dies erreichten sie mit einem knappen 2:1-Sieg über den finnischen Titelträger, womit sie AIK Solna nach vier Jahren erstmals entthronten. Den zweiten Rang sicherte sich Segeltorps IF durch einen abschließenden Sieg über Aisulu Almaty.
| 30. Januar 2009 15:30 Uhr | SKIF Nischni Nowgorod | 3:1 (1:1, 1:0, 1:0) Spielbericht | Segeltorps IF | Kisakallion Urheiluopisto, Lohja Zuschauer: 88 |

| 30. Januar 2009 19:00 Uhr | Aisulu Almaty | 2:4 (1:2, 1:2, 0:0) Spielbericht | Espoo Blues | Kisakallion Urheiluopisto, Lohja Zuschauer: 101 |

| 31. Januar 2009 14:00 Uhr | SKIF Nischni Nowgorod | 6:2 (1:0, 2:1, 3:1) Spielbericht | Aisulu Almaty | Kisakallion Urheiluopisto, Lohja Zuschauer: 90 |

| 31. Januar 2009 18:00 Uhr | Espoo Blues | 1:7 (0:2, 0:3, 1:2) Spielbericht | Segeltorps IF | Kisakallion Urheiluopisto, Lohja Zuschauer: 219 |

| 1. Februar 2009 13:00 Uhr | Segeltorps IF | 3:0 (2:0, 0:0, 1:0) Spielbericht | Aisulu Almaty | Kisakallion Urheiluopisto, Lohja Zuschauer: 93 |

| 1. Februar 2009 16:30 Uhr | Espoo Blues | 1:2 (0:1, 0:1, 1:0) Spielbericht | SKIF Nischni Nowgorod | Kisakallion Urheiluopisto, Lohja Zuschauer: 216 |

| Pl. |                       | Sp | S | OTS | OTN | N | Tore  | Punkte |
| 1.  | SKIF Nischni Nowgorod | 3  | 3 | 0   | 0   | 0 | 11:04 | 9      |
| 2.  | Segeltorps IF         | 3  | 2 | 0   | 0   | 1 | 11:04 | 6      |
| 3.  | Espoo Blues           | 3  | 1 | 0   | 0   | 2 | 06:11 | 3      |
| 4.  | Aisulu Almaty         | 3  | 0 | 0   | 0   | 3 | 04:13 | 0      |

## Statistik

### Beste Scorerinnen
Quelle: IIHF; Abkürzungen: Sp = Spiele, T = Tore, V = Vorlagen, Pkt = Punkte, +/- = Plus/Minus, SM = Strafminuten; Fett: Turnierbestwert
| Spieler             | Team                  | Sp | T | V | Pkt | +/− | SM |
| ------------------- | --------------------- | -- | - | - | --- | --- | -- |
| Josefine Jakobsen   | Segeltorps IF         | 3  | 1 | 5 | 6   | +3  | 0  |
| Erika Holst         | Segeltorps IF         | 3  | 3 | 1 | 4   | +1  | 0  |
| Michelle Karvinen   | Espoo Blues           | 3  | 3 | 1 | 4   | +1  | 2  |
| Jenni Hiirikoski    | SKIF Nischni Nowgorod | 3  | 3 | 0 | 3   | +1  | 2  |
| Ann-Louise Edstrand | Segeltorps IF         | 3  | 2 | 1 | 3   | +3  | 2  |
| Helene Martinsen    | Segeltorps IF         | 3  | 2 | 1 | 3   | +2  | 2  |

### Beste Torhüterinnen
Quelle: IIHF; Abkürzungen: Sp = Spiele, TOI = Eiszeit (in Minuten), GT = Gegentore, SO = Shutouts, Sv% = gehaltene Schüsse (in %), GTS = Gegentorschnitt; Fett: Turnierbestwert
| Spieler               | Team             | Sp | Min    | SaT | GT | SVS | Sv%   | GTS  | SO |
| --------------------- | ---------------- | -- | ------ | --- | -- | --- | ----- | ---- | -- |
| Alexandra Kyobe       | Segeltorp        | 3  | 179:33 | 85  | 4  | 81  | 95,29 | 1,34 | 1  |
| Nadeschda Alexandrowa | Nischni Nowgorod | 3  | 180:00 | 80  | 4  | 76  | 95,00 | 1,33 | 0  |
| Darja Obydennowa      | Almaty           | 3  | 180:00 | 162 | 13 | 149 | 91,98 | 4,33 | 0  |
| Noora Räty            | Espoo            | 2  | 80:30  | 55  | 6  | 49  | 89,09 | 4,47 | 0  |
| Sanna Mattila         | Espoo            | 2  | 98:39  | 34  | 5  | 29  | 85,29 | 3,40 | 0  |

## Auszeichnungen
Spielertrophäen
| Auszeichnung        | Spieler          | Team                  |
| ------------------- | ---------------- | --------------------- |
| Beste Torhüterin    | Alexandra Kyobe  | Segeltorps IF         |
| Beste Verteidigerin | Jenni Hiirikoski | SKIF Nischni Nowgorod |
| Beste Stürmerin     | Erika Holst      | Segeltorps IF         |

### Siegermannschaft
| European-Women-Champions-Cup-Sieger SKIF Nischni Nowgorod | Torhüterinnen: Nadeschda Alexandrowa, Aljona Kropatschewa Verteidigerinnen: Aljona Chomitsch, Jenni Hiirikoski, Alexandra Kapustina, Kati Kovalainen, Wiktorija Samarina, Anna Schtschukina, Larissa Teplygina Angreiferinnen: Julija Deulina, Jelena Guslistaja, Karoliina Rantamäki, Olga Semenez, Jelena Silina, Olga Sossina, Tatjana Sotnikowa, Swetlana Terentjewa, Swetlana Tkatschowa, Oksana Tretjakowa, Marjo Voutilainen Cheftrainer: Jewgeni Bobariko |